# The Authoritarian Personality
A The Authoritarian Personality (TAP) nagyszabású, a „potenciálisan fasiszta egyéniséget” vizsgáló szociológiai kutatás eredményeként létrejött könyv volt röviddel a második világháború után. A Theodor Adorno, Else Frenkel-Brunswik, Daniel Levinson és Nevitt Sanford által 1950-ben publikált munka nagy hatással volt az amerikai társadalomtudományokra, számos – gyakran egymástól eltérő – értelmezése született. Adorno és munkatársai olyan kritériumrendszert illetve tesztet állítottak össze, amely alapján a személyiség tekintélyelvű mivoltát kívánták mérni. Ezt a személyiségtesztet F-skálának nevezték el (F mint ’fasiszta’).

## Történeti és elméleti háttér
A tekintélyelvű személyiség összetett történeti és elméleti gyökerekhez nyúlik vissza. 1944-ben az American Jewish Committee megalapította a tudományos kutatási részlegét, melynek első kutatássorozata az antiszemitizmust vizsgáló Tanulmányok az előítéletről volt. A TAP ennek a sorozatnak a második tagjaként jelent meg. Az akkori események adták a kutatás motivációját, nevezetesen a második világháború és a Holokauszt.
A kutatás középpontjában a „potenciálisan fasiszta egyének”, továbbá a fasiszta és antiszemita propaganda lehetséges amerikai sikerének felmérése állt. 1944-ben Levinson és Sanford jelentette meg az első antiszemitizmus-skálát, illetve előzetes adatokat elméleti körítéssel. 1945-ben Frenkel-Brunswik és Sanford vizsgálta az erősen antiszemita egyének személyiségstruktúráját kérdőíves és kvalitatív módszerekkel. A tanulmányban elsősorban az antiszemitizmus-skálán magas, illetve alacsony pontszámot elért alanyok személyiségprofilját hasonlították össze. A kapott eredmények alapján kidolgoztak egy új, „indirekt attitűd itemeket” tartalmazó skálát az antiszemita személyiség mérésére. Az erősen antiszemita személyeket ekkor a következő tulajdonságokkal jellemezték: „felszín alatti” bizonytalanság, anti-intracepció, alárendelődés szülőkkel és más tekintélyszemélyekkel szemben, konvencionális tudat, továbbá projektív válaszaikból szociális szorongásra, agresszióra és destrukcióra lehet következtetni. 1947-ben Frenkel-Brunswik, Levinson és Sanford Az antidemokratikus személyiség című cikkükben továbbcsiszolták az immár antidemokratikusnakés nem antiszemitának nevezett személyiség leírását.
A kritikai elmélet hagyománya Adorno és Horkheimer (a Tanulmányok az előítéletről szerkesztője) nevéhez köthető. Mindketten a Frankfurti Iskola képviselői voltak, mely a marxizmus és a freudi pszichoanalízis pillérein nyugodott. A német proletárforradalom elbukott, és a munkások nem tudtak ellenállni a nácizmusnak, ezért a Frankfurti Iskola tagjai szükségét érezték a marxista gazdasági-determinista társadalomelmélet újraértelmezésének. A pszichoanalízis ideális kapocsnak tűnt a társadalmi folyamatok és az ideológiák között.
Az 1930-as években a Frankfurti Iskola tagjai kidolgozták a tekintélyelvűség fogalmát, amihez Erich Fromm jelentősen hozzájárult a korai szakaszban. 1932-ben egy tanulmányában leírta azt a szadomazochista karaktert, amelyre a TAP utolsó fejezeti hivatkoznak. Az 1941-ben megjelent Menekülés a szabadságtól pedig már tartalmazta az arról szóló elképzeléseit, hogy a tekintélyekkel szembeni behódolás iránti szükséglet hogyan alakul ki az egyénekben. Továbbá a Tanulmányok az előítéletről című kötetnek is társszerzője volt, a társadalmi erők és a személyiség kapcsolatát, továbbá a családnak a tekintélyelvűség továbbadásában betöltött szerepét elemezte. 1940-ben Fenichel publikálta az első cikket az antiszemitizmus pszichoanalitikus megközelítéséről. Ebben az írásban kiemelte a projekció szerepét az antiszemitizmussal kapcsolatban. A projekció később Adorno és munkatársai elméletében is kiemelt szerepet kapott.
A TAP elméleti hátterét az akadémikus pozitivista pszichológia, a pszichoanalízis, illetve a Frankfurti Iskola freudo-marxizmusa adta. Továbbá beemelték a kutatásba az akkori amerikai társadalomtudomány néhány módszertani eredményét, mint például a skálakészítés technikáit és az adatok elemzésének kvantitatív eljárásait.

## A kutatás
A szerzők azon megállapításból indultak ki, mely szerint „az emberek azon ideológiák iránt mutatnak fogékonyságot, amelyek a legteljesebben kifejezik személyiségstruktúrájukat”. Ez azon a freudi krédón alapul, hogy „minden pszichológiai jelenségnek jelentése és funkciója van”. Ezen elvet az előítéletekre alkalmazva két feltevéshez jutottak: a politikai attitűdöket és ideológiákat nem véletlenszerűen választják ki az egyének, hanem úgy, hogy azok pszichológiai jelentésük alapján integrálódjanak; ezek az ideológiarendszerek meghatározó funkciókat töltenek be. Feltételezték, hogy az antiszemitizmus egyéb előítéletekhez kapcsolódik, illetve hogy ezek az ideológiák általánosabb politikai és gazdasági attitűdökkel függnek össze.
A tekintélyelvű személyiség speciális személyiségtípus, melynek kialakulását a tekintélyelvű családstruktúra teszi lehetővé, amely pedig nagyrészt a fennálló társadalmi rendszer visszatükröződése. Úgy vélték, hogy „egy adott társadalom nagyfokú készségét a fasiszta ideológia elfogadására a tekintélyelvű személyek magas arányára lehet visszavezetni”. A szerzők hitték, hogy az előítéletek mögött álló pszichodinamika feltárása hozzájárulhat egy elfogadóbb társadalom létrejöttéhez.

### Módszertan
A vizsgálat komplex módszertani megközelítést igényelt. Kérdőíves módszerrel vizsgálták a „felszínen lévő véleményeket, attitűdöket és értékeket” különböző csoportokban, a személyiség mélyebb szintjeit pedig kvalitatív módszerekkel, félig strukturált klinikai interjúk és Tematikus Appercepciós Tesztek (Thematic Apperception Test – TAT) segítségével vizsgálták. Mindkét módszert egymástól független és reciprok módon használták. Interjúk segítségével dolgozták ki a kérdőív itemeket és ellenőrizték a kérdőívek validitását.

### Antiszemitizmus-skála
Az antiszemitizmust a következőképpen határozták meg: „egy ideológia, azaz a zsidókkal, illetve a zsidók és nem zsidók viszonyával kapcsolatos vélemények, értékek és attitűdök aránylag jól szervezett, stabil rendszere”. Központi jellegzetességének tekintették az irracionalitást, amely abban nyilvánul meg, hogy a zsidók valójában heterogén csoportjáról általános kijelentéseket tesznek az emberek.
Az első alskála a zsidókat „támadónak, kellemetlennek és zavarónak” jellemezte. Pl.: „A zsidók fő hibája az, hogy önhittek, fennhéjázóan büszkék, és abban hisznek, hogy ők a kiválasztott nép”. A második fenyegetőnek, „veszélyes, uralkodó, bomlasztó társadalmi csoportként” ábrázolta a zsidókat. Pl.: „A pénzügyekben érvényesülő zsidó hatalom és befolyás messze felülmúlja a zsidóknak a teljes népességben betöltött arányát”. A harmadik alskála a különböző fokú diszkriminációt támogató állításokat tartalmazott. Pl.: „Olykor helyes kitiltani a zsidókat bizonyos lakóházakból”. A negyedik alskála túl bezárkózónak és kevéssé asszimiláltnak állította be a zsidókat, pl.: „A zsidók hajlamosak arra, hogy idegen elemek maradjanak az amerikai társadalomban (...)”. Az ötödik alskála pedig tolakodó, túlzottan asszimilált képet festett a zsidókról. Pl.: „A zsidók túl messzire mennek zsidóságuk takargatásában, olyan szélsőségekre ragadtatva magukat, mint nevük megváltoztatása, orruk kiegyenesítése, a keresztény életmód és szokások utánzása”. Az előbbieken kívül szerepeltek alskálákba nem besorolt itemek is, mint például: „Kevés remény van arra, hogy korrigálhassuk a zsidók faji hiányosságait, mivel ezek a hibák egyszerűen a vérükben vannak”.
Az AS-skála megbízhatósága 0,92 volt, az alskálák közötti korreláció, és az alskálák és az összpontszám korrelációja is magas volt, ami alátámasztotta a hipotézist, mely szerint az antiszemitizmus általános gondolkodásmód.

### Etnocentrizmus-skála
Az etnocentrizmus-skála három alskálából állt: „Néger alskála”, „Kisebbségi alskála” és „Patriotizmus alskála”. A „Néger alskála” afroamerikaiakkal kapcsolatos negatív itemeket tartalmazott, a „Kisebbségi alskála” különböző csoportokkal – pl. vallásos szekták, szakszervezetek, etnikai kisebbségek, bűnözők, „elmebetegek” – foglalkozott, míg a „Patriotizmus alskála” a pszeudopatriotizmust  volt hivatott mérni.
Az AS-skála erős korrelációt mutatott a teljes etnocentrizmus összpontszámmal és az összes alskála pontszámával. Ebből a szerzők arra következtettek, hogy az antiszemitizmus inkább egy gondolkodásmód-aspektus, és a teljes etnocentrikus ideológia, nemcsak egyetlen csoporttal szembeni előítélet magyarázatát kellene vizsgálni.

### F-skála
Fokozatosan alakult ki az a gondolat, hogy egy speciális eszközt kéne kifejleszteni olyan személyiségvonások mérésére, ami cél nyilvánvalóvá válása nélkül tudná az előítéleteket mérni. Az eszközt úgy hozták létre, hogy „olyan kérdőív itemeket kerestek, melyek ugyanazon pszichológiai folyamat indikátorai, mint amelyek az etnocentrizmuson keresztül fejeződnek ki”. Az új skála fő célja az volt, hogy érvényes mértéket szolgáltasson az antidemokratikus tendenciákról a személyiség szintjén.
Előzetes kutatások alapján kilenc, a tekintélyelvű személyiséget alkotó „változót” tételeztek fel, melyekről úgy vélték, hogy ha együtt fordulnak elő egy egyénben, akkor az illető fogékonnyá válik az antidemokratikus propagandára. Ezek a változók a következők: konvencionalizmus (konvencionális középosztálybeli értékek merev követése), behódolás a tekintélyek előtt (tekintélyszemélyek iránti behódoló, kritikátlan attitűd), tekintélyelvű agresszivitás (a konvencionális értékek megszegőinek elítélése, elutasítása és megbüntetések követelése), anti-intracepció (szubjektív, fantáziával kapcsolatos jelenségek helytelenítése, illetve a saját belső lelki élettel, tapasztalásokkal való foglalkozás elutasítása), merev gondolkodás (hajlam a merev kategóriákban való gondolkodásra, babonákban és sztereotípiákban való hit), hatalom és „keménység” (azonosulás a hatalmon levőkkel, az erő, a keménység és a fegyelem fontosságának eltúlzása), rombolási ösztön és cinizmus (általános ellenséges beállítottság), projektivitás (belső, nem tudatos impulzusok kivetítése a külvilágra, meggyőződés, hogy a világot titkos és veszélyes erők uralják) és nemiség (szexuális devianciák iránti túlzott érdeklődés, hamis moralitás).
A skálát többször módosították, a harmadik, végleges változat harminc itemből állt. Átlagos megbízhatósága 0,90, az F-skálával és az E-skálával való korrelációja átlagosan 0,75, az AS-skálával való korrelációja 0,53 volt.

### Klinikai interjúk
A félig strukturált klinikai interjúktól várták az előítélek hátterében álló pszichológiai mechanizmusok döntő bizonyítékait. Az AS-és az E-skálán legmagasabb, illetve legalacsonyabb pontszámot elértek közül válogatták ki a körülbelül száz interjúalanyt. Az eredményeket „pontozható kategóriák” használatával próbálták számszerűsíteni. Az interjúk hat kategóriát fedtek le: foglalkozás és munka, kereset és pénz, vallás, klinikai adatok (családi háttér, családi szereplők, gyermekkor, nemiség, társadalmi kapcsolatok és iskola), politika, valamint kisebbségekkel és „fajokkal” kapcsolatos attitűdök.

## Eredmények
Az antiszemitizmus-skálával kapott eredmények azt mutatták, hogy az antiszemiták szemében a zsidókhoz egymásnak ellentmondó tulajdonságok kapcsolódnak (egyszerre látják őket szegénynek és gazdagnak, erőteljesnek és gyengének, bezárkózónak és tolakodónak). Ez a szerzők számára azt sugallta, hogy az embereknek a zsidók ellen felhozott vádjai sokkal inkább a saját pszichológiájuktól függnek, mintsem a zsidók valós jellegzetességeitől. Mivel az AS-skála erősen korrelált a teljes etnocentrizmus-pontszámmal, a szerzők arra a következtetésre jutottak, hogy az antiszemitizmus csak egy aspektusa egy bizonyos általános gondolkodásmódnak.
Az F-skálán magas pontszámot elérteket hat kategóriába sorolták. A felszíni sértődöttség szindrómája azokra az emberekre jellemző, akik elfogadják a kívülről kapott sztereotípiákat, annak érdekében, hogy saját létük nehézségeit racionalizálják és túljussanak a nehézségeken. A konvencionális szindróma szintén elfogadja a kívülről kapott sztereotípiákat, de az előítéletnek nincs fontos pszichológiai szerepe, csak megkönnyíti a csoporttal való identifikációt. A tekintélytisztelő szindróma áll legközelebb a magas pontszámúakról általános feltételezett személyiségszerkezethez, lefutása az Ödipusz-komplexus szadomazochisztikus megoldása: a külső társadalmi nyomás a késztetések elfojtását okozza, az egyén csak úgy tud beilleszkedni a társadalomba, ha örömét leli az engedelmességben és az alárendelődésben. A lázadó és a pszichopata szindrómájának fő motívuma a szülői tekintély elleni lázadás. A különcök azok, akiknek nem sikerült alkalmazkodniuk, életüket a külvilág velük szemben megnyilvánuló elutasítása határozza meg, különösen vonzódnak az összeesküvés-elméletekhez. A manipulátor egyének mindent és mindenkit manipulálandó tárgyként kezelnek, mindent szervezeti keretben látnak, intelligensek és majdnem teljesen érzelemmentesek. A szerzők szerint a fentiek közül a konvencionális és a tekintélytisztelő típusuk a leggyakoribbak.
Az F-skálán alacsony pontszámot elért egyének között öt tünetegyüttest különböztettek meg. A rigid alacsony pontszámú felszínesen előítéletmentes, de valójában a magas pontszámúakhoz hasonlóan előítéletes, felszíni előítéletmentessége az általa éppen elfogadott ideológia eredménye, hajlamos a totalitariánus gondolkodásmódra. A tiltakozókra erősen internalizált apakép, ugyanakkor az apai tekintély ellen való tiltakozás jellemző, szinte kényszeresen mindig az „áldozat” oldalára állnak. Az impulzívak politikai beállítódása instabil, együttéreznek az elnyomottakkal, így egyáltalán nem fogékonyak a totalitariánus ideológiákra. A bizonytalanok életfilozófiája az „élni és élni hagyni”, vonakodnak az erőszak alkalmazásától, semmilyen körülmények között nem fogadják el a fasizmust. A valódi liberálisoknak erős személyes autonómia-és függetlenség-igénye van, illetve erős erkölcsi meggyőződéseik vannak, ellenáll és aktívan ellene fordul a fasiszta propagandának.

## Következtetés
A szerzők arra a következtetésre jutottak, hogy igazolást nyert az a feltételezés, hogy a különféle attitűdök, hiedelmek és vélemények hátterében közös pszichológiai alaplétezés áll. Továbbá úgy vélték, hogy „az alapvetően hierarchikus, tekintélyelvű, kihasználó szülő-gyerek kapcsolat alkalmas arra, hogy átadjon az egyénnek egy a párkapcsolataihoz vagy az Istenhez fűződő, hatalomcentrikus, kihasználóan dependens attitűdöt, mely azután könnyen egy olyan politikai filozófiáig és társadalmi világnézetig fejlődhet, amely csak arra hagy teret, hogy az egyén elkeseredetten csüngjön valami erősnek tűnő dolgon, és megvetően elítéljen mindent, ami gyenge”.
A szerzők az eredményeikre épülő lehetséges társadalmi cselekvésekkel kapcsolatban derűlátóak voltak. Úgy gondolták, hogy „a sztereotípiák, az érzelmi hidegség, a hatalommal való azonosulás és az általános rombolási hajlam” ellen kell felvenni a harcot. Véleményük szerint létre lehetne hozni olyan nevelési célú programot, amely etnocentrizmustól mentes egyéneket lenne képes kinevelni. A szerzők szerint ehhez mindössze az kell, hogy „a gyerekeket hiteles módon, mint emberi egyéneket szeressék”.

## Kritikák
A tekintélyelvű személyiség ambivalens fogadtatásban részesült, számos kritikával illették, melyek főként a módszertanára vonatkoztak, illetve többen felháborodással fogadták, hogy a politikai konzervativizmust kapcsolatba hozták a fasizmusra való hajlammal. Továbbá a kritikusok úgy vélték, hogy túlhangsúlyozott az előítélet és a személyiség kapcsolata.